# Reason Why
Der Reason Why gibt bei einem Werbekonzept an, was der Grund für den Kauf des zu bewerbenden Produkts ist.
Im Bereich Marketingkommunikation versteht man unter dem Reason Why die Begründung einer Werbeaussage bzw. den Beweis für ein gemachtes Nutzenversprechen. Es stellt den wesentlichen „Kaufgrund“ bzw. die Argumentation dahinter in den Vordergrund. Der Reason Why hat das Ziel, den Konsumenten in seiner Kaufentscheidung durch tatsächliche oder subjektiv wahrgenommene Fakten zu bestätigen und ihm ein über den reinen Kaufprozess hinausgehendes, gutes Gefühl zu vermitteln, sich für das betreffende Produkt entschieden zu haben.
Wird beispielsweise ein neues Waschmittel beworben, das durch eine neue chemische Zusammensetzung viel sauberer wäscht, so entspricht die chemische Zusammensetzung dem Reason Why. Bei einer neuen Limonade, die als besonders modern beworben wird, kann beispielsweise eine besondere Gestaltung der Flaschen der Reason Why sein.